# Cantoni-Krumm
La Cantoni-Krumm fu un'industria meccanica sorta a Legnano, in Lombardia, nel 1874, dopo l'entrata in partecipazione di Eugenio Cantoni nelle officine di Luigi Krumm.
L'azienda fu destinata alla costruzione e alla riparazione di macchinari tessili. In seguito divenne direttore generale Franco Tosi, che riuscì a liquidare gli altri azionisti. Nel 1881 la società prese il nome di "Franco Tosi".